# VW Bora
Der VW Bora (werksintern 1J2) ist ein im Herbst 1998 vorgestelltes Fahrzeug der unteren Mittelklasse des Herstellers Volkswagen. Es basiert auf dem VW Golf IV und nutzt dessen technische Basis. Die Optik des VW Bora unterscheidet sich allerdings deutlich von der des Golf. Das Modell wurde einzig in Nordamerika und Südafrika weiterhin als „Jetta“ verkauft und war dort als VW Jetta IV (Typ 1J5/1JM USA) bekannt.
Namensgeber für den VW Bora ist der stürmische Fallwind Bora.

## Modellgeschichte
Die Top-Motorisierung des Bora war wie im Golf bis einschließlich 2003 ein Sechszylindermotor mit 2,8 l Hubraum und 150 kW (204 PS). Der Motor ist in der VR-Bauform ausgeführt und wurde nur aus Marketing-Gründen mit der Bezeichnung V6 versehen. Die Zylinder sind nur um 15° geneigt und parallel zur Motormittelachse verschoben. So wird die Baulänge des Motors stark reduziert und entspricht nahezu der eines 4-Zylinder-Reihenmotors. In den USA wurde der Jetta auch mit einem VR6-Motor angeboten, der mit Zweiventiltechnik und 2,8 l Hubraum 130 kW (177 PS) (245 Nm) leistet.
Die Motoren mit dem Motorkennbuchstaben AQP und AUE sind mit einer Nockenwellenverstellung ausgestattet, bei der das Timing zwischen der Einlass- und Auslassnockenwelle verändert werden kann.
Der Motor BDE kann beide Nockenwellen unabhängig voneinander verstellen. Das maximale Drehmoment von 270 Nm wird bei 3200/min erreicht. Die bedeutendsten Änderungen im Vergleich zum Vorgängermotor (174 PS) ist das 2-Stufen-Schaltsaugrohr und die Vierventiltechnik.
Um die Leistung auf der Straße in Vortrieb umsetzen zu können, verfügte das Topmodell über den Allradantrieb 4Motion, welcher zugunsten von Kraftstoffverbrauch und Agilität ohne Schlupf an der Vorderachse nur 10 % des Antriebsdrehmoments an die Hinterachse leitet (geringere Massenträgheit). Erst bei Schlupf an der Vorderachse werden bis zu 50 % (theoretisch bis zu 100 %) an die Hinterachse geleitet. Dieses Antriebskonzept beschleunigt den VW Bora in 7,1 Sekunden (Limousine) von 0 auf 100 km/h.
In den USA hieß dieses Topmodell wieder GLI.
Das Styling der Vorgängermodelle war häufig als bieder kritisiert worden. Der Hersteller VW reagierte auf die Kritik, indem er das Design des Bora etwas eigenständiger und eleganter gestaltete. Das Stufenheck wirkte nun harmonischer proportioniert anstatt wie nachträglich an die Karosserie angesetzt, auch die Seitenlinie war gestreckter gestaltet.
VW zielte mit dem neuen Design auf die Konkurrenzmodelle BMW 3er und die Mercedes C-Klasse. Obwohl der Bora aus einigen Vergleichstests als Gesamtsieger hervorging – als ein insgesamt sehr ausgewogenes Fahrzeug mit einer für die Kompaktklasse überdurchschnittlich guten Verarbeitungsqualität – blieb er genauso wie seine Vorgängermodelle in Europa erfolglos.
Der Bora (Jetta IV) sollte ursprünglich zu einer komplett eigenständigen Modellreihe ausgebaut werden. Außer der klassischen Limousine waren ein sportlicher Lifestyle-Kombi, ein Coupé (auch als Ersatz für den im Herbst 1995 eingestellten VW Corrado) und ein Cabriolet geplant. Auf den Markt kam nur der Variant parallel zum Golf IV in verbesserter Ausstattung. Auch gab es wenige Einzelstücke wie ein Jetta-IV-Coupé, z. B. in den USA – dort zu sehen auf einigen VW-Treffen – in Anlehnung an die VW-Studie CJ, die 1998 auf der Detroit Motor Show gezeigt wurde und das Aussehen des Jetta IV (Bora) vorwegnahm.
Serienmäßig waren unter anderem ABS, zunächst vier und später acht Airbags sowie eine Zentralverriegelung. Außerdem verfügte der Bora über eine vollverzinkte Karosserie. Er war in den vier Ausstattungsvarianten Basis, Trendline, Comfortline und Highline erhältlich.
Ab Mai 1999 wurde der Limousine der Bora Variant zur Seite gestellt. Ab der A-Säule war die Karosserie identisch mit der des Golf IV Variant. Im Gegensatz zu diesem war ihm am Markt aber kein Erfolg beschieden. Die wenigsten Kunden waren bereit, für einen etwas besser ausgestatteten Golf Variant einen deutlich höheren Preis zu zahlen. In diesem Fahrzeugsegment spielten sogenannte „Lifestyle-Kombis“ zu dieser Zeit noch eine untergeordnete Rolle.
Generell verfügte der Bora/Jetta IV über eine bessere Ausstattung als ein vergleichbarer VW Golf. Die Basismotorisierung des Golf (1,4 l mit 55 kW/75 PS) war zunächst nicht lieferbar. Diese wurde nachgeschoben, als der Absatz erneut weit hinter den Erwartungen zurückblieb. Zeitweilig kam es bei dem Benzinaggregat mit 2,0 l und 85 kW (115 PS) wegen zu hohen Ölverbrauchs zu Reklamationen. VW lehnte Kulanzregelungen diesbezüglich jedoch ab und bezeichnete einen Ölverbrauch von einem Liter auf 3000 km als „normal“.
Mit zusätzlichen Sondermodellen wurde versucht, den Absatz anzukurbeln. Dazu zählten die Varianten „Edition“, „Pacific“, „Sport Edition“ und „Special“.
Eine besondere Version war der Bora Hy-motion mit Wasserstoff-Brennstoffzellen-Antrieb, der im November 2000 vorgestellt wurde.
Ab Mitte 2001 wurde der Instrumententräger wie beim Golf durch Chromapplikationen aufgewertet. Im Gegensatz zum Golf war die deutlich erkennbare Abdeckung für den Beifahrerairbag beim Bora kaum sichtbar.
Obwohl der Golf IV bereits Ende 2003 durch einen komplett neuentwickelten Nachfolger abgelöst wurde, wurde sowohl die Plattform als auch die Technik des Golf IV für den Bora bis Ende der Produktion 2005 beibehalten.

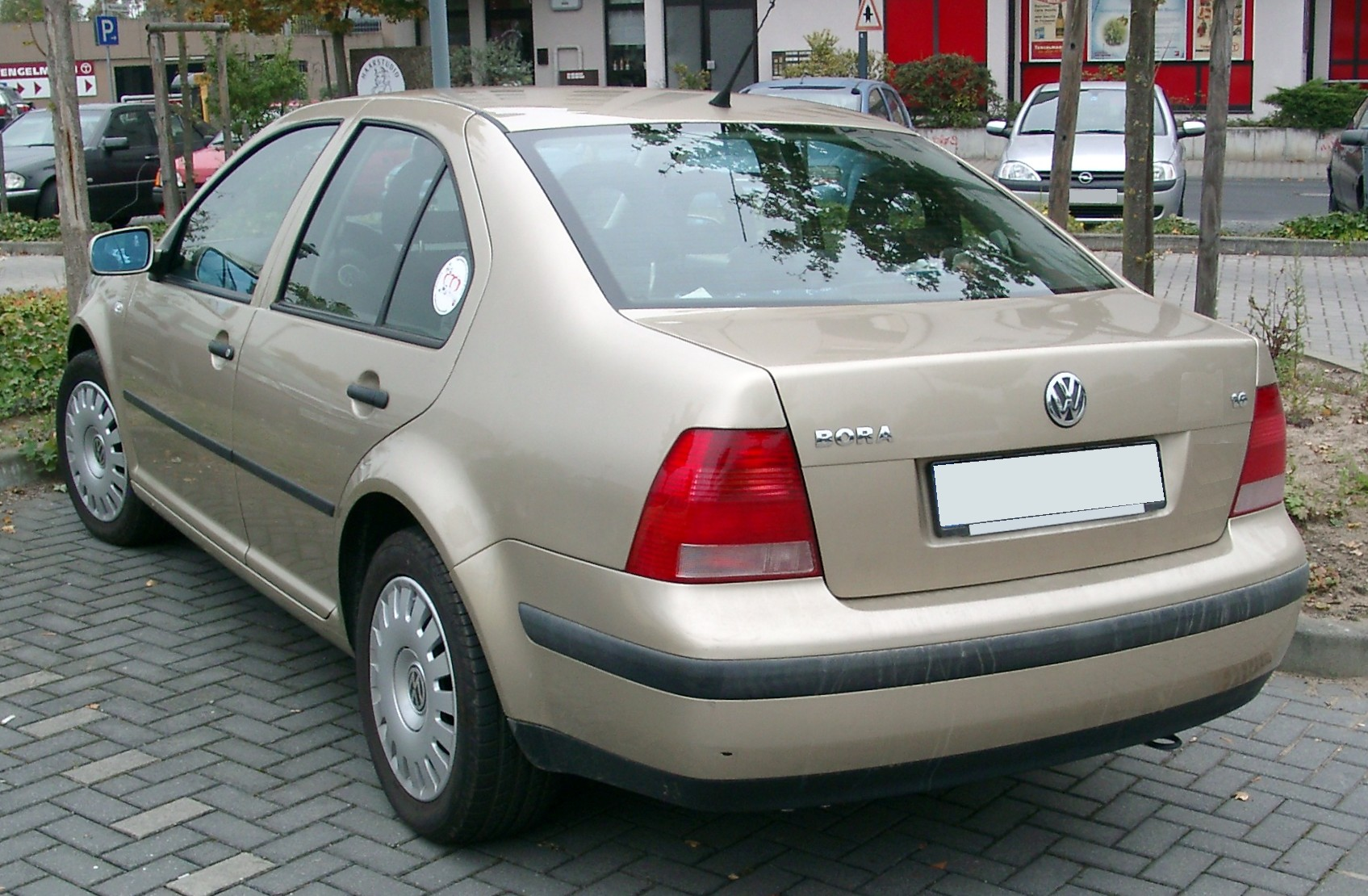
Heckansicht
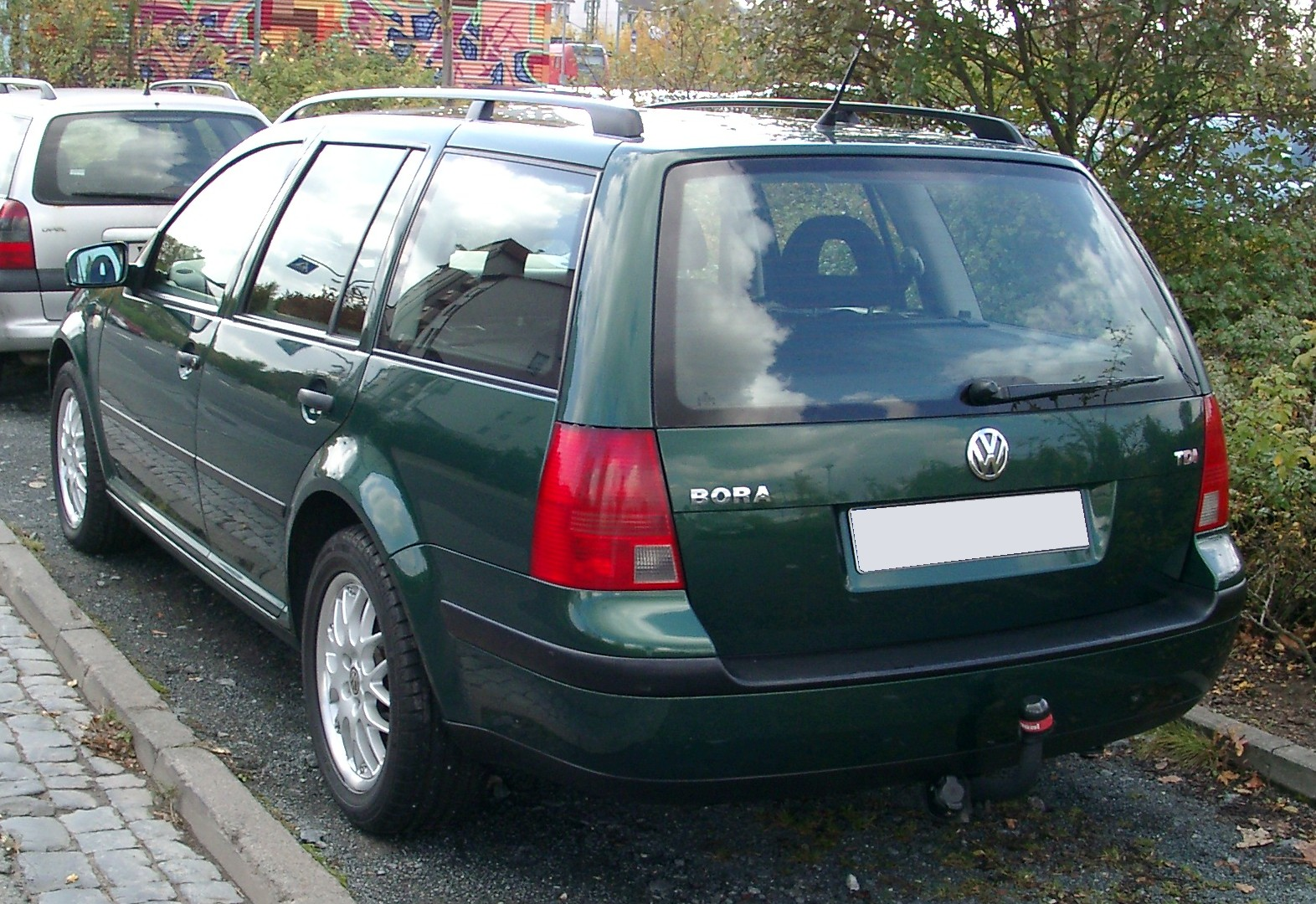
VW Bora Variant (1999–2004)
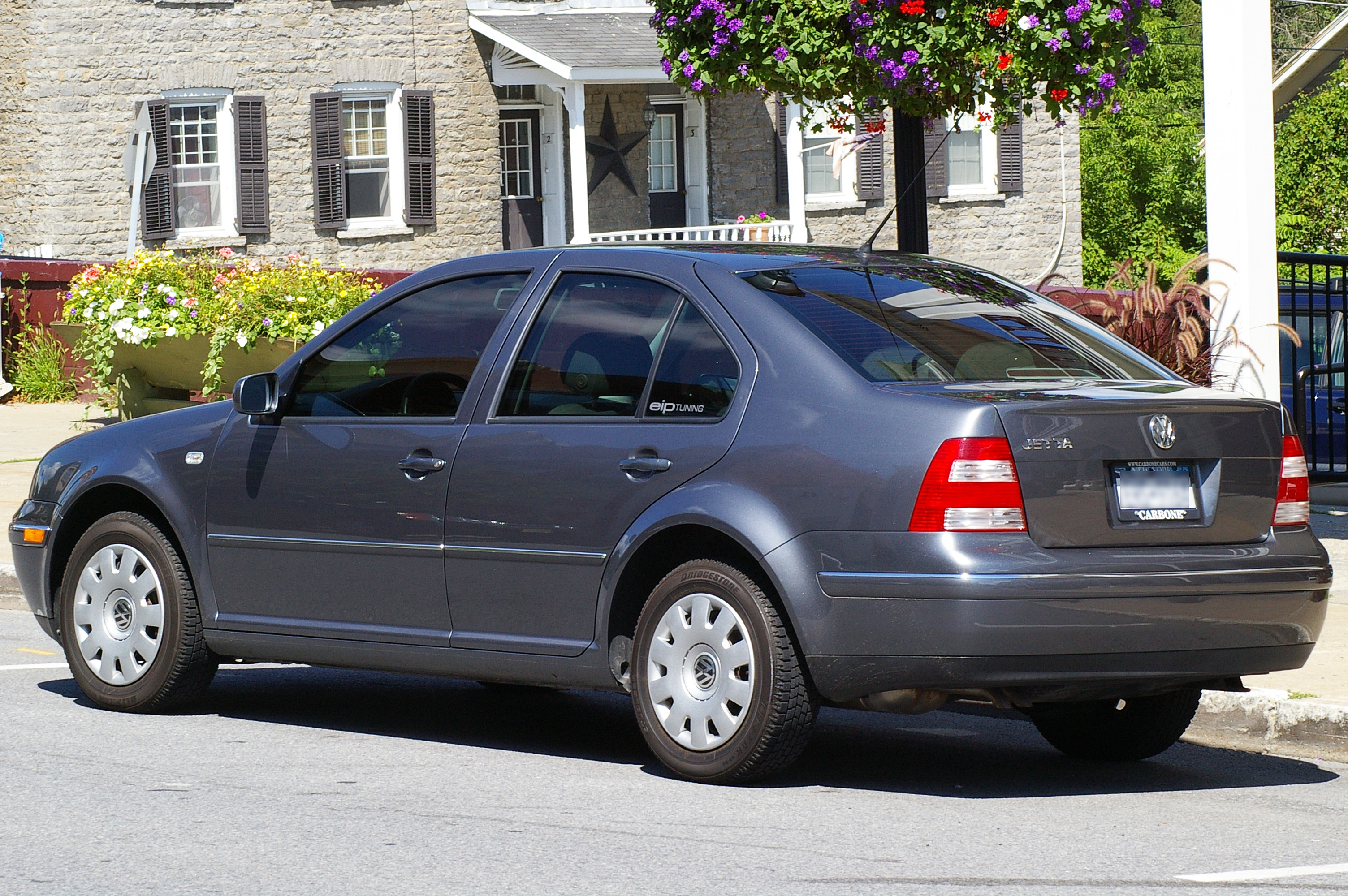
In den USA wurde der Bora weiterhin als Jetta verkauft.

## Überblick
- 1998

Einführung der Limousine im Oktober mit den Motoren:
1,4 16V (55 kW/75 PS)
1,6 8V (74 kW/101 PS)
2,0 8V (85 kW/115 PS)
2,3 VR5 (110 kW/150 PS)
1,9 SDI (50 kW/68 PS)
1,9 TDI (66 kW/90 PS bzw. 81 kW/110 PS)
- 1999

Kombi Bora Variant erscheint im Mai.
Die Motoren entsprechen bis auf den 1,4 16V und 1,9 SDI der Limousine.
Neu im Programm:
2,8 V6 (150 kW/204 PS)
1,9 TDI PD (85 kW/115 PS)
- 2000:

Weitere Aggregate folgen:
1,6 16V (77 kW/105 PS)
1,8 T (110 kW/150 PS)
2,3 V5 20V (125 kW/170 PS)
1,9 TDI PD (74 kW/100 PS bzw. 110 kW/150 PS)
Ab jetzt gibt es den Allradantrieb 4Motion auch für den 2,0 8V (85 kW/115 PS).
Der 1,6 8V leistet jetzt 75 kW/102 PS statt 74 kW/101 PS und ist nur noch mit Automatikgetriebe lieferbar.
- 2001:

Die Motorenpalette wird weiter ausgebaut:
1,6 FSI (81 kW/110 PS)
Der 1,9 TDI PD 85 kW/115 PS wird zum 96 kW/130 PS überarbeitet.
Der 1,9 TDI VEP (66 kW/90 PS bzw. 81 kW/110 PS) entfällt.
- 2002:

Der 2,3 V5 20V wird durch den 1,8 T (132 kW/180 PS) ersetzt.
- 2003:

Der 2,8 V6 sowie alle 4Motion-Modelle wird aus dem Programm genommen.
- 2004:

Die Produktion des Bora Variant wird zum Jahresende eingestellt.
- 2005:

Mitte des Jahres läuft auch die Herstellung der Limousine in Europa aus. Die Baureihe wird durch den Jetta V abgelöst. In einigen Ländern ist er mit reduzierter Motorenpalette weiterhin im Angebot.

## VW New Bora/City Jetta/Clasico (seit 2006)

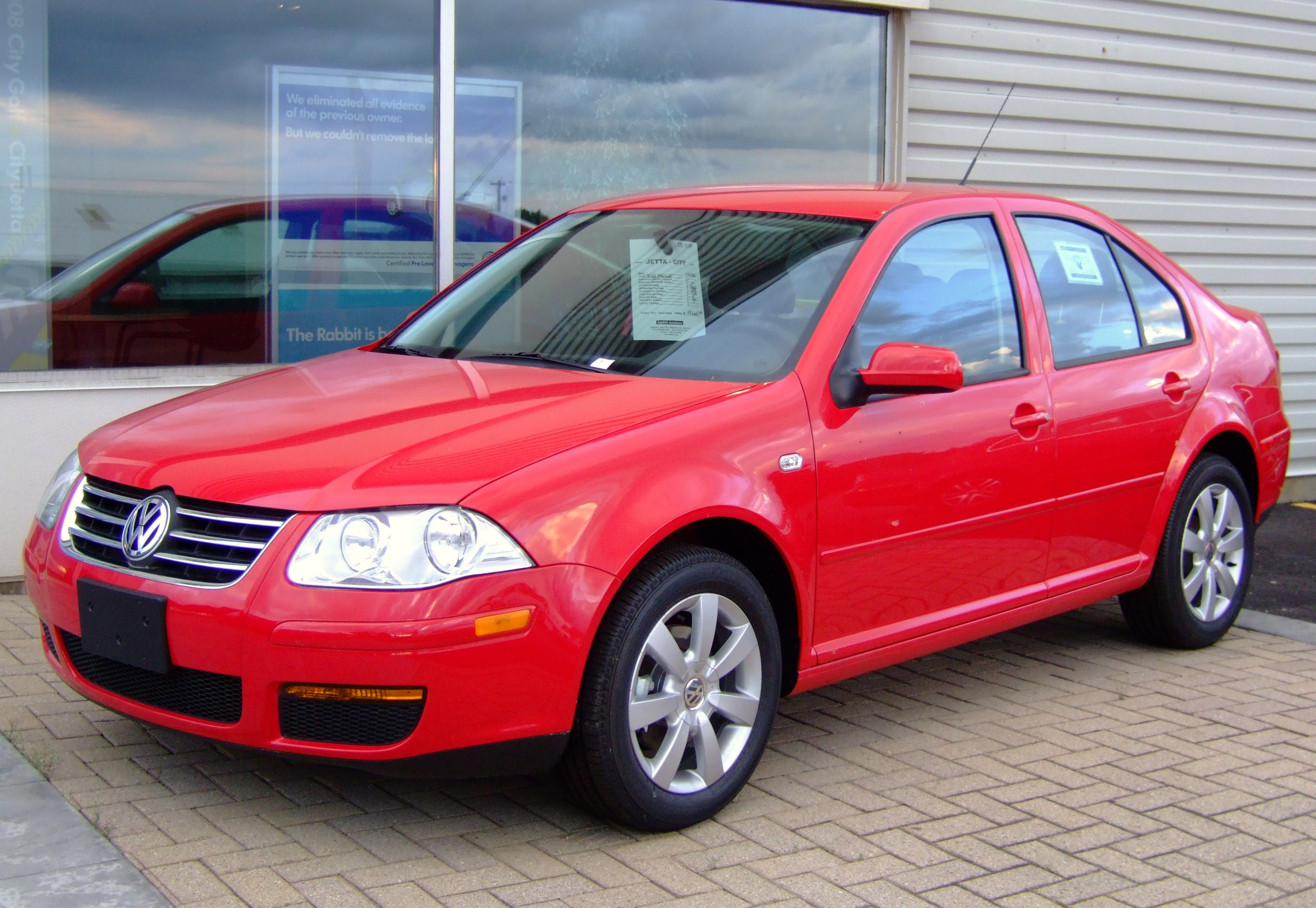
VW City Jetta
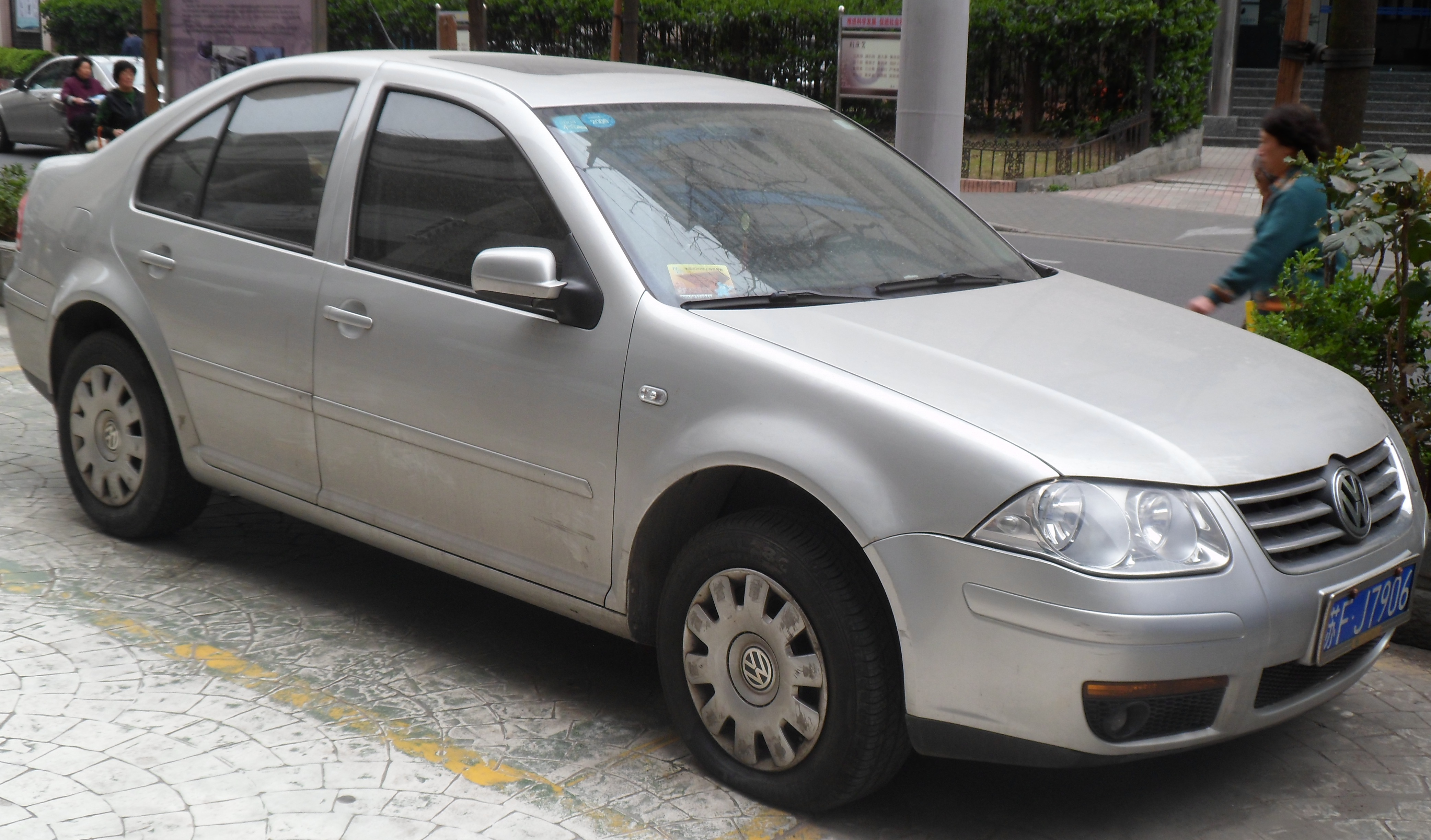
VW New Bora
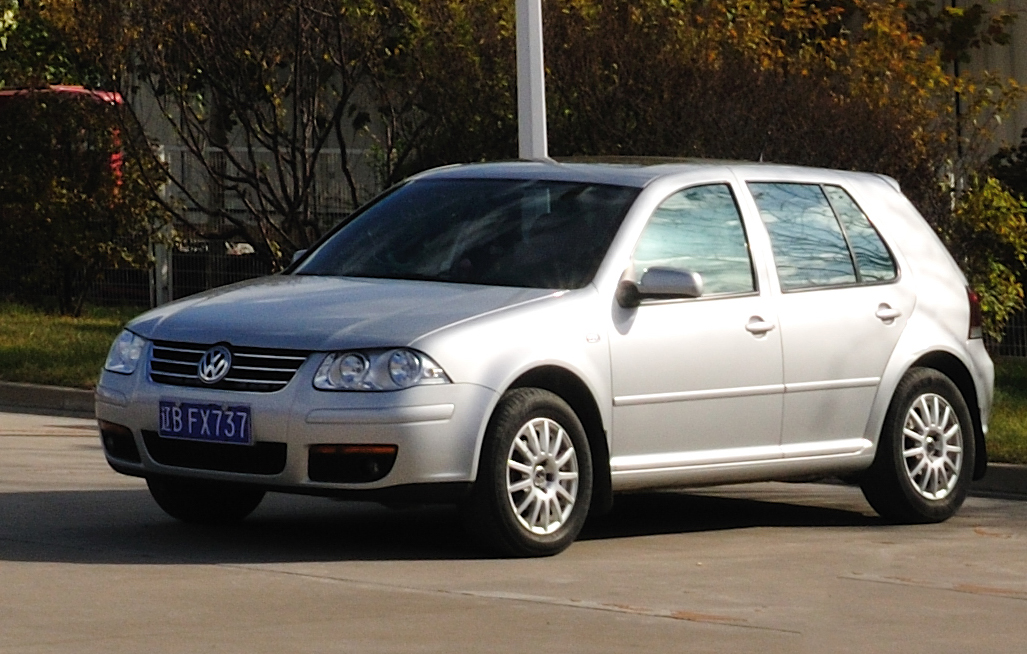
VW Bora HS
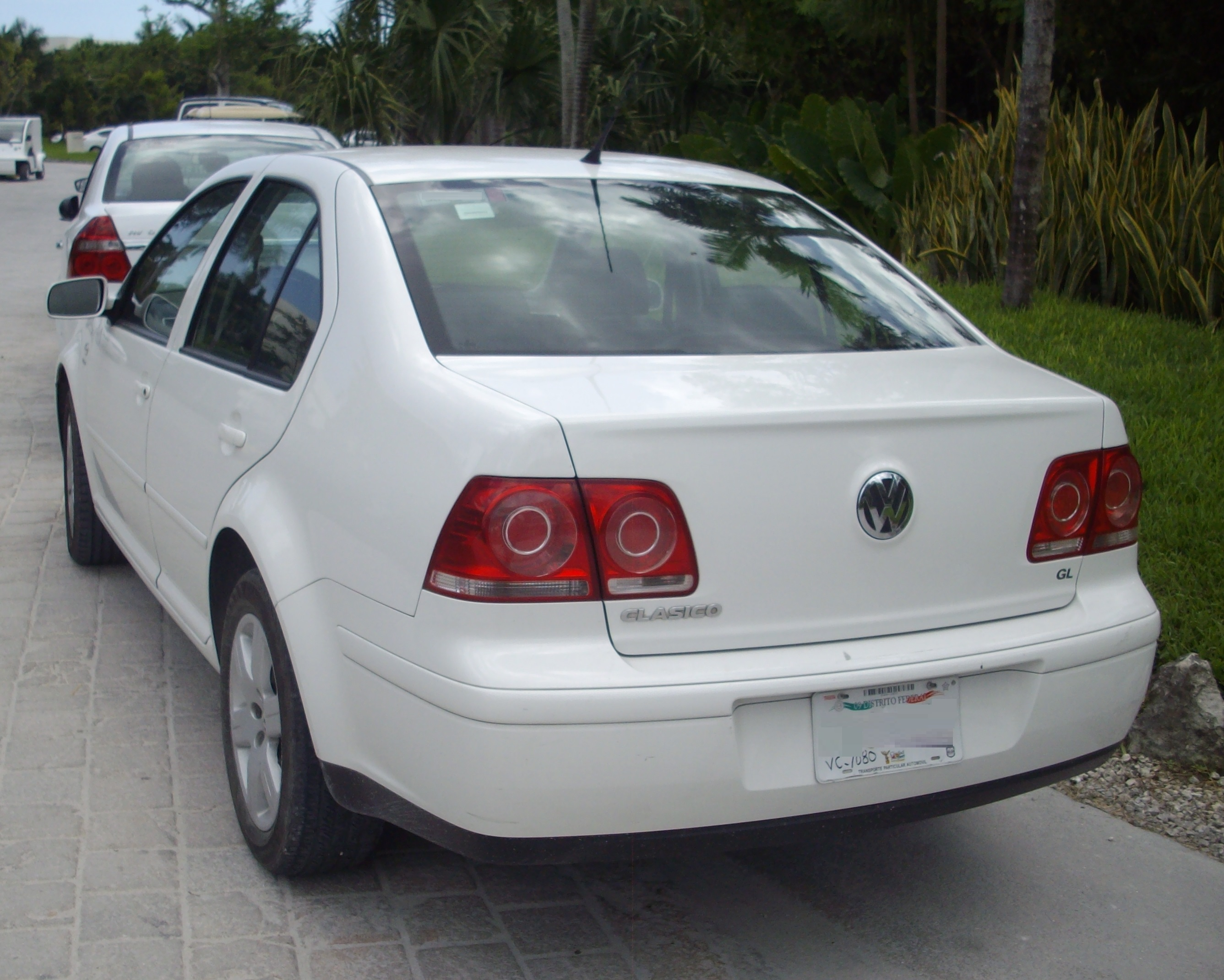
VW Clasico

Seit 2007 wird eine optisch und technisch überarbeitete Version des Jetta IV weiterhin in Südamerika, Mexiko (seit 2011 als Volkswagen Clasico), Kanada (als City Jetta) verkauft. Die Frontpartie ähnelt seit 2008 stark der des Passat B6, der seit 2005 gebaut wird, und das Heck ist optisch an Phaeton- und Touareg-Modelle der ersten Generation angelehnt. In den meisten dieser Länder wird er parallel zum Jetta V angeboten.
Auf dem chinesischen Markt wurde er als VW Bora angeboten. 2006 gab es eine Modellpflege, unter der das Modell unter der Bezeichnung VW Bora HS auch als fünftürige Limousine auf der Basis des Golf IV zur Wahl stand.

## Technische Daten

### Ottomotoren
|                                             | 1.4                        | 1.6                          | 1.6                          | 1.6                            | 1.6 FSI                           | 1.8                     | 1.8 T                      | 1.8 T                      |
| Bauzeitraum                                 | 10/1998–05/2005            | 09/1998–08/2000              | 09/2000–05/2005              | 11/1999–05/2005                | 08/2001–05/2005                   | 02/1999–10/2000         | 05/2000–05/2005            | 05/2002–05/2005            |
| Motorkenndaten                              |                            |                              |                              |                                |                                   |                         |                            |                            |
| Motorkennbuchstaben                         | AHW, AKQ, APE, AXP, BCA    | AEH, AKL, APF                | AVU, BFQ                     | AUS, AZD, ATN, BCB             | BAD                               | AGN                     | AGU, ARX, AUM              | AUQ                        |
| Motortyp                                    | R4-Ottomotor               | R4-Ottomotor                 | R4-Ottomotor                 | R4-Ottomotor                   | R4-Ottomotor                      | R4-Ottomotor            | R4-Ottomotor               | R4-Ottomotor               |
| Anzahl Ventile pro Zylinder                 | 4                          | 2                            | 2                            | 4                              | 4                                 | 5                       | 5                          | 5                          |
| Ventilsteuerung                             | DOHC, Zahnriemen           | OHC, Zahnriemen              | OHC, Zahnriemen              | DOHC, Zahnriemen               | DOHC, Zahnriemen                  | DOHC, Zahnriemen        | DOHC, Zahnriemen           | DOHC, Zahnriemen           |
| Gemischaufbereitung                         | Saugrohreinspritzung       | Saugrohreinspritzung         | Saugrohreinspritzung         | Saugrohreinspritzung           | Benzindirekteinspritzung          | Saugrohreinspritzung    | Saugrohreinspritzung       | Saugrohreinspritzung       |
| Motoraufladung                              | –                          | –                            | –                            | –                              | –                                 | –                       | Turbolader, Ladeluftkühler | Turbolader, Ladeluftkühler |
| Kühlung                                     | Wasserkühlung              | Wasserkühlung                | Wasserkühlung                | Wasserkühlung                  | Wasserkühlung                     | Wasserkühlung           | Wasserkühlung              | Wasserkühlung              |
| Bohrung × Hub                               | 76,5 mm × 75,6 mm          | 81,0 mm × 77,4 mm            | 81,0 mm × 77,4 mm            | 76,5 mm × 86,9 mm              | 76,5 mm × 86,9 mm                 | 81,0 mm × 86,4 mm       | 81,0 mm × 86,4 mm          | 81,0 mm × 86,4 mm          |
| Hubraum                                     | 1390 cm³                   | 1595 cm³                     | 1595 cm³                     | 1598 cm³                       | 1598 cm³                          | 1781 cm³                | 1781 cm³                   | 1781 cm³                   |
| Verdichtungsverhältnis                      | 10,5:1                     | 10,3:1                       | 10,3:1                       | 11,5:1                         | 12,0:1                            | 10,3:1                  | 9,3:1                      | 9,5:1                      |
| max. Leistung bei min−1                     | 55 kW (75 PS) /5000        | 74 kW (101 PS) /5600         | 75 kW (102 PS) /5600         | 77 kW (105 PS) /5700           | 81 kW (110 PS) /5800              | 92 kW (125 PS) /6000    | 110 kW (150 PS) /5700      | 132 kW (180 PS) /5500      |
| max. Drehmoment bei min−1                   | (1)                        | 145 Nm /3800                 | 148 Nm /3800                 | 148 Nm /4500                   | 155 Nm /4400                      | 170 Nm /4200            | 210 Nm /1750–4600          | 235 Nm /1950–5000          |
| Kraftübertragung                            |                            |                              |                              |                                |                                   |                         |                            |                            |
| Antrieb                                     | Vorderradantrieb           | Vorderradantrieb             | Vorderradantrieb             | Vorderradantrieb               | Vorderradantrieb                  | Allrad- antrieb         | Vorderradantrieb           | Vorderradantrieb           |
| Getriebe, serienmäßig                       | 5-Gang-Schaltgetriebe      | 5-Gang-Schaltgetriebe        | 4-Stufen-Automatik- getriebe | 5-Gang-Schaltgetriebe          | 5-Gang-Schaltgetriebe             | 5-Gang-Schaltgetriebe   | 5-Gang-Schaltgetriebe      | 6-Gang-Schalt- getriebe    |
| Getriebe, optional                          | –                          | 4-Stufen-Automatik- getriebe | –                            | –                              | –                                 | –                       | 5-Stufen-Tiptronic         | –                          |
| Messwerte (2)                               |                            |                              |                              |                                |                                   |                         |                            |                            |
| Höchstgeschwindigkeit                       | 171 km/h                   | 188 km/h (185 km/h)          | (185 km/h)                   | 192 km/h                       | 194 km/h                          | [196 km/h]              | 216 km/h (212 km/h)        | 228 km/h                   |
| Beschleunigung, 0–100 km/h                  | 14,3 s                     | 12,8 s (14,4 s)              | (13,5 s)                     | 11,6 s                         | 11,2 s                            | [10,9 s]                | 8,9 s (9,8 s)              | 8,2 s                      |
| Kraftstoffverbrauch auf 100 km (kombiniert) | 6,5 l S                    | 7,7 l S (8,6 l S)            | (8,1 l S)                    | 7,0 l SP                       | 6,2 l SP                          | [8,9 l S]               | 7,9 l S (8,9 l S)          | 8,4 l S                    |
| CO2-Emission (kombiniert)                   | 156 g/km                   | 180 g/km (206 g/km)          | (194 g/km)                   | 168 g/km                       | 149 g/km                          | [214 g/km]              | 190 g/km (214 g/km)        | 202 g/km                   |
| Bemerkungen                                 |                            |                              |                              |                                |                                   |                         |                            |                            |
|                                             |                            |                              |                              |                                | nicht für E10-Kraftstoff geeignet |                         |                            |                            |
|                                             | 2.0                        | 2.0                          | 2.0                          | 2.3 VR5                        | 2.3 V5                            | 2.8 V6                  | 2.8 VR6                    | 2.8 VR6                    |
| Bauzeitraum                                 | 11/1998–04/2001            | 05/2001–05/2005              | 04/2000–05/2003              | 09/1998–09/2001                | 09/2000–05/2002                   | 05/1999–05/2003         | 05/1999-2002               | 05/1999-2002               |
| Motorkenndaten                              |                            |                              |                              |                                |                                   |                         |                            |                            |
| Motorkennbuchstaben                         | APK, AQY                   | AZJ                          | AZH                          | AGZ                            | AQN                               | AQP, AUE, BDE           | AFP (nur USA)              | AFP (nur USA)              |
| Motortyp                                    | R4-Ottomotor               | R4-Ottomotor                 | R4-Ottomotor                 | VR5-Ottomotor                  | VR5-Ottomotor                     | VR6-Ottomotor           | VR6-Ottomotor              | VR6-Ottomotor              |
| Anzahl Ventile pro Zylinder                 | 2                          | 2                            | 2                            | 2                              | 4                                 | 4                       | 2                          | 2                          |
| Ventilsteuerung                             | OHC, Zahnriemen            | OHC, Zahnriemen              | OHC, Zahnriemen              | 2 × OHC, Kette                 | 2 × DOHC, Kette                   | 2 × DOHC, Kette         | 2 × DOHC, Kette            | 2 × DOHC, Kette            |
| Gemischaufbereitung                         | Saugrohreinspritzung       | Saugrohreinspritzung         | Saugrohreinspritzung         | Saugrohreinspritzung           | Saugrohreinspritzung              | Saugrohreinspritzung    | Saugrohreinspritzung       | Saugrohreinspritzung       |
| Motoraufladung                              | –                          | –                            | –                            | –                              | –                                 | –                       | –                          | –                          |
| Kühlung                                     | Wasserkühlung              | Wasserkühlung                | Wasserkühlung                | Wasserkühlung                  | Wasserkühlung                     | Wasserkühlung           | Wasserkühlung              | Wasserkühlung              |
| Bohrung × Hub                               | 82,5 mm × 92,8 mm          | 82,5 mm × 92,8 mm            | 82,5 mm × 92,8 mm            | 81,0 mm × 90,2 mm              | 81,0 mm × 90,2 mm                 | 81,0 mm × 90,3 mm       | 81,0 mm × 90,2 mm          | 81,0 mm × 90,2 mm          |
| Hubraum                                     | 1984 cm³                   | 1984 cm³                     | 1984 cm³                     | 2324 cm³                       | 2324 cm³                          | 2792 cm³                | 2792 cm³                   | 2792 cm³                   |
| Verdichtungsverhältnis                      | 10,5:1                     | 10,5:1                       | 10,5:1                       | 10,1:1                         | 10,1:1                            | 10,5:1                  | 10,5:1                     | 10,5:1                     |
| max. Leistung bei min−1                     | 85 kW (115 PS) /5200       | 85 kW (115 PS) /5400         | 85 kW (115 PS) /5400         | 110 kW (150 PS) /6000          | 125 kW (170 PS) /6200             | 150 kW (204 PS) /6200   | 130 kW (177 PS) /5800      | 130 kW (177 PS) /5800      |
| max. Drehmoment bei min−1                   | 170 Nm /2400               | 172 Nm /3200                 | 170 Nm /2400                 | 205 Nm /3200                   | 220 Nm /3300                      | 270 Nm /3200            | 245 Nm /3200               | 245 Nm /3200               |
| Kraftübertragung                            |                            |                              |                              |                                |                                   |                         |                            |                            |
| Antrieb, serienmäßig                        | Vorderradantrieb           | Vorderradantrieb             | Allrad- antrieb              | Vorderradantrieb               | Vorderradantrieb                  | Allrad- antrieb         | Vorderradantrieb           | Vorderradantrieb           |
| Antrieb, optional                           | –                          | –                            | –                            | Allradantrieb                  | Allradantrieb                     | –                       | –                          | –                          |
| Getriebe, serienmäßig                       | 5-Gang-Schaltgetriebe      | 5-Gang-Schaltgetriebe        | 5-Gang-Schaltgetriebe        | 5-Gang-Schaltgetriebe (3)      | 5-Gang-Schaltgetriebe (3)         | 6-Gang-Schalt- getriebe | 5-Gang-Schaltgetriebe      | 5-Gang-Schaltgetriebe      |
| Getriebe, optional                          | 4-Stufen-Automatikgetriebe | 4-Stufen-Automatikgetriebe   | –                            | 5-Stufen-Tiptronic             | 5-Stufen-Tiptronic                | –                       | Nicht bekannt              | Nicht bekannt              |
| Messwerte (2)                               |                            |                              |                              |                                |                                   |                         |                            |                            |
| Höchstgeschwindigkeit                       | 195 km/h (192 km/h)        | 195 km/h (192 km/h)          | [192 km/h]                   | 216 km/h (212 km/h) [211 km/h] | 224 km/h (220 km/h) [218 km/h]    | [235 km/h]              | –                          | –                          |
| Beschleunigung, 0–100 km/h                  | 11,0 s (12,8 s)            | 11,0 s (12,3 s)              | [11,7 s]                     | 9,2 s (10,0 s) [10,2 s]        | 8,5 s (9,2 s) [9,1 s]             | [7,4 s]                 | –                          | –                          |
| Kraftstoffverbrauch auf 100 km (kombiniert) | 8,0 l S (9,1 l S)          | 8,0 l S (9,1 l S)            | [8,8 l S]                    | 9,3 l S (9,9 l S) [10,4 l S]   | 8,7 l SP (9,7 l SP) [10,0 l SP]   | [11,0 l SP]             | –                          | –                          |
| CO2-Emission (kombiniert)                   | 192 g/km (218 g/km)        | 192 g/km (218 g/km)          | [211 g/km]                   | 223 g/km (238 g/km) [250 g/km] | 240 g/km (233 g/km) [240 g/km]    | [264 g/km]              | –                          | –                          |

Die Verfügbarkeit der Motoren war von Modell, Ausstattung und Markt abhängig.

### Dieselmotoren
|                                             | 1.9 SDI                                              | 1.9 TDI                                              | 1.9 TDI                                              | 1.9 TDI                                              | 1.9 TDI                        | 1.9 TDI                    | 1.9 TDI                        | 1.9 TDI                        | 1.9 TDI                    |
| Bauzeitraum                                 | 11/1998–05/2005                                      | 09/1998–04/2002                                      | 09/1998–04/2002                                      | 09/1998–04/2002                                      | 05/2000–05/2005                | 11/1998–07/2001            | 05/2000–07/2001                | 04/2001–05/2005                | 09/2000–05/2005            |
| Motorkenndaten                              |                                                      |                                                      |                                                      |                                                      |                                |                            |                                |                                |                            |
| Motorkennbuchstaben                         | AGP, AQM                                             | AGR                                                  | ALH                                                  | AHF, ASV                                             | ATD, AXR                       | AJM                        | AUY                            | ASZ                            | ARL                        |
| Motortyp                                    | R4-Dieselmotor                                       | R4-Dieselmotor                                       | R4-Dieselmotor                                       | R4-Dieselmotor                                       | R4-Dieselmotor                 | R4-Dieselmotor             | R4-Dieselmotor                 | R4-Dieselmotor                 | R4-Dieselmotor             |
| Anzahl Ventile pro Zylinder                 | 2                                                    | 2                                                    | 2                                                    | 2                                                    | 2                              | 2                          | 2                              | 2                              | 2                          |
| Ventilsteuerung                             | OHC, Zahnriemen                                      | OHC, Zahnriemen                                      | OHC, Zahnriemen                                      | OHC, Zahnriemen                                      | OHC, Zahnriemen                | OHC, Zahnriemen            | OHC, Zahnriemen                | OHC, Zahnriemen                | OHC, Zahnriemen            |
| Gemischaufbereitung                         | Direkteinspritzung mit Verteilereinspritzpumpe (VEP) | Direkteinspritzung mit Verteilereinspritzpumpe (VEP) | Direkteinspritzung mit Verteilereinspritzpumpe (VEP) | Direkteinspritzung mit Verteilereinspritzpumpe (VEP) | Pumpe-Düse-System (PD)         | Pumpe-Düse-System (PD)     | Pumpe-Düse-System (PD)         | Pumpe-Düse-System (PD)         | Pumpe-Düse-System (PD)     |
| Motoraufladung                              | –                                                    | Turbolader, Ladeluftkühler                           | Turbolader, Ladeluftkühler                           | Turbolader, Ladeluftkühler                           | Turbolader, Ladeluftkühler     | Turbolader, Ladeluftkühler | Turbolader, Ladeluftkühler     | Turbolader, Ladeluftkühler     | Turbolader, Ladeluftkühler |
| Kühlung                                     | Wasserkühlung                                        | Wasserkühlung                                        | Wasserkühlung                                        | Wasserkühlung                                        | Wasserkühlung                  | Wasserkühlung              | Wasserkühlung                  | Wasserkühlung                  | Wasserkühlung              |
| Bohrung × Hub                               | 79,5 mm × 95,5 mm                                    | 79,5 mm × 95,5 mm                                    | 79,5 mm × 95,5 mm                                    | 79,5 mm × 95,5 mm                                    | 79,5 mm × 95,5 mm              | 79,5 mm × 95,5 mm          | 79,5 mm × 95,5 mm              | 79,5 mm × 95,5 mm              | 79,5 mm × 95,5 mm          |
| Hubraum                                     | 1896 cm³                                             | 1896 cm³                                             | 1896 cm³                                             | 1896 cm³                                             | 1896 cm³                       | 1896 cm³                   | 1896 cm³                       | 1896 cm³                       | 1896 cm³                   |
| Verdichtungsverhältnis                      | 19,5:1                                               | 19,5:1                                               | 19,5:1                                               | 19,5:1                                               | 19,0:1                         | 18,0:1                     | 18,0:1                         | 18,5:1                         | 18,5:1                     |
| max. Leistung bei min−1                     | 50 kW (68 PS) /4200                                  | 66 kW (90 PS) /4000                                  | 66 kW (90 PS) /3750                                  | 81 kW (110 PS) /4150                                 | 74 kW (100 PS) /4000           | 85 kW (115 PS) /4000       | 85 kW (115 PS) /4000           | 96 kW (130 PS) /4000           | 110 kW (150 PS) /4000      |
| max. Drehmoment bei min−1                   | 133 Nm /2200–2600                                    | 210 Nm /1900                                         | 210 Nm /1900                                         | 235 Nm /1900                                         | 240 Nm /1800–2400              | 285 Nm /1900               | 310 Nm /1900                   | 310 Nm /1900                   | 320 Nm /1900               |
| Kraftübertragung                            |                                                      |                                                      |                                                      |                                                      |                                |                            |                                |                                |                            |
| Antrieb                                     | Vorderradantrieb                                     | Vorderradantrieb                                     | Vorderradantrieb                                     | Vorderradantrieb                                     | Vorderradantrieb               | Vorderradantrieb           | Vorderradantrieb               | Vorderradantrieb               | Vorderradantrieb           |
| Getriebe, serienmäßig                       | 5-Gang-Schaltgetriebe                                | 5-Gang-Schaltgetriebe                                | 5-Gang-Schaltgetriebe                                | 5-Gang-Schaltgetriebe                                | 5-Gang-Schalt- getriebe (1)    | 5-Gang-Schalt- getriebe    | 6-Gang-Schaltgetriebe          | 6-Gang-Schaltgetriebe          | 6-Gang-Schaltgetriebe      |
| Getriebe, optional                          | –                                                    | 4-Stufen-Automatikgetriebe                           | 4-Stufen-Automatikgetriebe                           | 4-Stufen-Automatikgetriebe                           | 5-Stufen-Tiptronic             | 6-Gang-Schaltgetriebe      | 5-Stufen-Tiptronic             | 5-Stufen-Tiptronic             | –                          |
| Messwerte (2)                               |                                                      |                                                      |                                                      |                                                      |                                |                            |                                |                                |                            |
| Höchstgeschwindigkeit                       | 160 km/h                                             | 180 km/h (176 km/h) (177 km/h)                       | 180 km/h (176 km/h) (177 km/h)                       | 193 km/h (190 km/h)                                  | 188 km/h (184 km/h) [185 km/h] | 195 km/h [192 km/h]        | 195 km/h (192 km/h) [192 km/h] | 205 km/h (202 km/h) [202 km/h] | 216 km/h [211 km/h]        |
| Beschleunigung, 0–100 km/h                  | 18,2 s                                               | 12,9 s (14,7 s) [14,5 s]                             | 12,9 s (14,7 s) [14,5 s]                             | 10,9 s (12,4 s)                                      | 12,1 s (13,5 s) [13,0 s]       | 10,6 s [11,1 s]            | 10,8 s (11,5 s) [11,1 s]       | 10,1 s (10,9 s) [10,1 s]       | 9,0 s [9,0 s]              |
| Kraftstoffverbrauch auf 100 km (kombiniert) | 5,2 l D                                              | 5,0 l D (6,3 l D) [5,7 l D]                          | 5,0 l D (6,3 l D) [5,7 l D]                          | 5,0 l D (6,3 l D)                                    | 5,2 l D (6,5 l D) [6,2 l D]    | 5,1 l D [6,1 l D]          | 5,1 l D (6,3 l D) [6,1 l D]    | 5,2 l D (6,5 l D) [6,2 l D]    | 5,4 l D [6,2 l D]          |
| CO2-Emission (kombiniert)                   | 140 g/km                                             | 135 g/km (170 g/km) [154 g/km]                       | 135 g/km (170 g/km) [154 g/km]                       | 135 g/km (170 g/km)                                  | 140 g/km (176 g/km) [167 g/km] | 138 g/km [159 g/km]        | 138 g/km (170 g/km) [165 g/km] | 140 g/km (176 g/km) [167 g/km] | 146 g/km [167 g/km]        |

Die Verfügbarkeit der Motoren war von Modell, Ausstattung und Markt abhängig.